# Campi oculari supplementari
I campi visivi supplementari (nell'acronimo inglese SEF) sono le regioni del lobo frontale dorsocentrale nella corteccia cerebrale dei primati che sono coinvolte nel controllo dei movimenti saccadici. L'esistenza fu dimostrata per primi da J. Schlag e M. Schlag-Rey. Le ricerche attuali tentano di esplorare il ruolo dei SEF nella ricerca visiva e nella salienza visiva. I SEF costituiscono, assieme ai campi oculari frontali, il solco intraparietale, ed il collicolo superiore, una delle più importanti regioni del cervello coinvolte nel controllo dei movimenti oculari, soprattutto quando diretti alla parte opposta della loro posizione (controlateralmente). La loro funzione precisa non è ancora totalmente chiara. Le registrazioni neurali nei SEF mostrano segnali collegati sia alla vista sia ai movimenti saccadici. Attualmente la maggior parte degli studiosi ritiene che i SEF svolgano un ruolo particolare nella parte complessa del controllo delle saccadi, come trasformazioni spaziali complesse, trasformazioni apprese, e funzioni cognitive esecutive.